# Georgische parlementsverkiezingen 1999
De Georgische parlementsverkiezingen van 1999 vonden plaats op 31 oktober en 14 november 1999 voor de 5e convocatie van het Parlement van Georgië. Er stonden 20 partijen en dertien lijstcombinaties op het stembiljet. De verkiezingen werden gewonnen door de regerende Burgerunie van president Edoeard Sjevardnadze die 41,75% van de lijststem kreeg en samen met het grootste deel van de districtszetels een ruime meerderheid in het parlement veroverde. Slechts drie partijen wisten boven de kiesdrempel van 7% te komen.

## Kiesstelsel

De 85 enkelvoudige districten. In de 10 grijze districten geen verkiezingen gehouden.

De verkiezingen werden gehouden door middel van een gemengd kiesstelsel. De kieswet bepaalde dat 150 zetels verkozen werden via evenredige vertegenwoordiging met een kiesdrempel van 7% door een stem op een partijlijst, en 85 zetel verkozen werden via enkelvoudige districten op basis van een tweerondensysteem met een drempel van 33% (een derde). De kiesdrempel voor de evenredige vertegenwoordiging was in 1999 verhoogd van 5% naar 7%, wat volgens de OVSE een ongewoon hoge drempel is onder de OVSE leden. Om te bepalen of een partij de kiesdrempel heeft behaald wordt het percentage berekend over alle stemmen, inclusief de ongeldige. Een tweede ronde voor de districtszetels stond voor 14 november 1999 gepland. De districten varieerden in grootte van 4.000 tot 135.000 geregistreerde kiezers, een onevenwichtigheid die pas met de verkiezingen in 2016 werd gerepareerd. 
De verkiezingen konden niet gehouden worden in Abchazië en delen van Zuid-Ossetië. De kieswet voorzag erin dat zolang de jurisdictie over Abchazië niet hersteld is, de mandaten van de in 1992 verkozen Abchazische parlementsleden verlengd worden. Dit waren twaalf parlementsleden. In de Zuid-Osseetse districten Dzjava en Tschinvali (stad) konden de verkiezingen niet gehouden worden. In het Georgisch gecontroleerde Achalgori konden de verkiezingen wel gehouden worden. Voor de Georgische gemeenschappen in Koerta en Eredvi rond de stad Tschinvali was het kiesdistrict Liachvi in het leven geroepen.

## Partijen
Er hadden zich initieel meer dan 50 partijen en verkiezingsblokken aangemeld bij de centrale verkiezingscommissie voor deelname aan de verkiezingen, maar uiteindelijk stonden er respectievelijk 20 partijen en dertien blokken op het stembiljet. De felle campagne was volgens de OVSE een bewijs van politiek pluralisme in Georgië, met een duidelijk onderscheid tussen concurrerende politieke belangen, waarbij wel de toon de aanvaardbare grenzen van politieke concurrentie incidenteel overschreed. De campagne ging gepaard met incidenten van intimidatie en geweld, waarbij ook een kandidaat werd neergeschoten.

## Verkiezingswaarneming
De verkiezingen werden door ongeveer 2500 binnenlandse en een kleine 200 waarnemers van de OVSE geobserveerd. De missie van de OVSE bestond uit twaalf lange-termijn waarnemers die zowel de periode voorafgaand als na de stembusgang rapporteerden en 177 korte-termijn waarnemers uit 27 lidstaten voor de verkiezingsdag. In deze laatste groep bevonden zich ook 20 parlementariërs namens de Parlementaire Vergadering van de OVSE, staf van ambassades in Tbilisi en vertegenwoordigers van andere internationale organisaties die bij elkaar meer dan 800 van de ongeveer 2.600 stembureaus bezochten. Voor de tweede ronde in 20 districten werden door de OVSE 35 waarnemers ingezet. De NGO International Society for Fair Elections and Democracy (ISFED) verzorgde met 2.200 vrijwiligers veruit het grootste deel van de Georgische waarnemers.
De OVSE oordeelde na de verkiezingen dat het verloop ervan een stap in de goede richting was in de naleving van de OVSE-toezeggingen door Georgië. Het voegde daar meteen aan toe dat "het verkiezingsproces er niet in slaagde alle toezeggingen volledig na te komen". Ondanks een algemeen positief beeld over de eerste ronde, waarbij kiezers vrij van intimidatie hun stem konden uitbrengen, markeerde de OVSE in de openingsopmerkingen tevens de incidenten van intimidatie en geweld tijdens de campagne die "aanleiding geven tot bezorgdheid". De kieswet werd verder bekritiseerd omdat het de regerende partij in staat stelde "op alle niveaus een dominante positie in te nemen in de verkiezingsadministratie".

## Resultaten
De verkiezingen werden gewonnen door de regerende Burgerunie van president Edoeard Sjevardnadze, die met 130 zetels een ruime meerderheid behaalde. De partij kreeg met afstand de meeste stemmen (41,75%), gevolgd door het Blok Wedergeboorte van Georgië onder leiding van de Adzjaarse leider Aslan Abasjidze die ruim 25% van de stemmen kreeg. De nieuwe Industrie Zal Georgië Redden was de enige andere partij die de kiesdrempel van 7% (nipt) passeerde. De overige partijen behaalden deze niet. De grootste verliezer was de Nationaal-Democratische Partij die al haar 34 zetels verloor.
Op 20 november 1999 werden 221 verkozen parlementsleden tijdens de openingszitting van het nieuwe parlement bekrachtigd. Door herhalingsverkiezingen in de districten Abasja en Tsjchorotskoe na eerdere annulering werden in december 1999 nog twee leden bekrachtigd. De verkiezingen in de districten Keda en Martvili werden meermaals geannuleerd, en werden uiteindelijk na de presidentsverkiezingen van 2000 gehouden.
| | #1                                | Burgerunie | 890.915   | 41,75 | 85  | 45 | 130 | +22      |  |  |  |  |  |  |
| | #2                                | Blok Wedergeboorte van Georgië * Unie voor Democratische Wedergeboorte * Socialistische Partij van Georgië * Konstantin Gamsachoerdia Genootschap * Beweging voor Vrijheid en Rechtvaardigheid van Georgië * Georgische Bevrijdingsbeweging | 537.297   | 25,18 | 51  | 8  | 59  | +24      |  |  |  |  |  |  |
| | #27                               | Industrie Zal Georgië Redden | 151.038   | 7,08  | 14  | 1  | 15  | Nieuw    |  |  |  |  |  |  |
| | #3                                | Georgische Arbeiderspartij | 140.595   | 6,59  | 0   | 2  | 2   | +1       |  |  |  |  |  |  |
| | #4                                | Nationaal-Democratische Alliantie - Derde Weg * Nationaal-Democratische Partij * Republikeinse Partij * Partij van Industrialisten | 95.039    | 4,45  | 0   | 0  | 0   | - -34 -1 |  |  |  |  |  |  |
| | #5                                | Volkspartij - Didgori blok | 87.781    | 4,11  | 0   | 0  | 0   | -        |  |  |  |  |  |  |
| | #29                               | Verenigde Communistische Partij - Arbeidersblok | 28.736    | 1,35  | 0   | 0  | 0   | -        |  |  |  |  |  |  |
| | #17                               | Georgische Partij voor de Bescherming van Veteranen | 11.708    | 0,55  | 0   | 0  | 0   | -        |  |  |  |  |  |  |
| | #9                                | Groene Partij | 11.400    | 0,53  | 0   | 0  | 0   | -        |  |  |  |  |  |  |
| | #24                               | Merab Kostava Genootschap | 10.357    | 0,49  | 0   | 0  | 0   | -        |  |  |  |  |  |  |
| | #40                               | Ronde Tafel — Vrij Georgië | 5.657     | 0,27  | 0   | 0  | 0   | -        |  |  |  |  |  |  |
| | #6                                | Volksfront - Ilja Tsjavtsjavadze Genootschap | 4.339     | 0,20  | 0   | 0  | 0   | -        |  |  |  |  |  |  |
| | #15                               | Blok "Zegevierend Georgië - Temple van God" | 4.275     | 0,20  | 0   | 0  | 0   | -        |  |  |  |  |  |  |
| | #37                               | Communisten - Stalinisten | 3.778     | 0,18  | 0   | 0  | 0   | -        |  |  |  |  |  |  |
| | #45                               | Wedergeboren Communisten - Volkspatriotten | 3.229     | 0,15  | 0   | 0  | 0   | -        |  |  |  |  |  |  |
| | #20                               | Christen-Democratische Unie van Georgië | 2.951     | 0,14  | 0   | 0  | 0   | -        |  |  |  |  |  |  |
| | #12                               | Partij van economisch en sociaal achtergestelden in Georgië | 2.171     | 0,10  | 0   | 0  | 0   | -        |  |  |  |  |  |  |
| | #14                               | Volksdemocratische partij | 1.917     | 0,09  | 0   | 0  | 0   | -        |  |  |  |  |  |  |
| | #26                               | Unie van Sociale Rechtvaardigheid | 1.200     | 0,06  | 0   | 0  | 0   | -        |  |  |  |  |  |  |
| | #31                               | Blok "Georgische Nationalisme - 21e eeuw" | 1.058     | 0,05  | 0   | 0  | 0   | -        |  |  |  |  |  |  |
| | #8                                | Blok "Unitaire Nationale Beweging" | 994       | 0,05  | 0   | 0  | 0   | -        |  |  |  |  |  |  |
| | #10                               | Vrijheidspartij van Georgië | 828       | 0,04  | 0   | 0  | 0   | -        |  |  |  |  |  |  |
| | #35                               | David de Bouwerpartij | 758       | 0,04  | 0   | 0  | 0   | -        |  |  |  |  |  |  |
| | #39                               | Blok "Nationale Eenheidspartij van Georgië" | 733       | 0,03  | 0   | 0  | 0   | -        |  |  |  |  |  |  |
| | #22                               | Politieke Unie van Burgers - Unie van Georgische Docenten | 643       | 0,03  | 0   | 0  | 0   | -        |  |  |  |  |  |  |
| | #43                               | Georgische Nationalistische Partij | 593       | 0,03  | 0   | 0  | 0   | -        |  |  |  |  |  |  |
| | #30                               | Unie van Georgische Nationalisten | 555       | 0,03  | 0   | 0  | 0   | -        |  |  |  |  |  |  |
| | #18                               | Partij van Nationale Ideologie | 529       | 0,02  | 0   | 0  | 0   | -        |  |  |  |  |  |  |
| | #36                               | Democratisch Centrum | 452       | 0,02  | 0   | 0  | 0   | -        |  |  |  |  |  |  |
| | #41                               | Politieke beweging "Lot van Georgië" | 419       | 0,02  | 0   | 0  | 0   | -        |  |  |  |  |  |  |
| | #13                               | Politieke Unie "Steun" | 412       | 0,02  | 0   | 0  | 0   | -3       |  |  |  |  |  |  |
| | #42                               | Intellectuelen van Georgië | 344       | 0,02  | 0   | 0  | 0   | -        |  |  |  |  |  |  |
| | #23                               | Politieke Burgerunie - Georgische Boerenbond | 333       | 0,02  | 0   | 0  | 0   | -        |  |  |  |  |  |  |
| |                                   | Onafhankelijken |           |       |     | 17 | 17  | -12      |  |  |  |  |  |  |
| |                                   | Abchazische leden |           |       |     | 12 | 12  | -        |  |  |  |  |  |  |
| Partijen niet op kieslijst | Partijen niet op kieslijst        | Partijen niet op kieslijst |           |       |     |    |     | -12      |  |  |  |  |  |  |
| Ongeldige / blanco stemmen | Ongeldige / blanco stemmen        | Ongeldige / blanco stemmen | 130.837   | 6,13  | -   |    |     |          |  |  |  |  |  |  |
| Totaal | Totaal                            | Totaal | 2.133.878 | 100   | 150 | 85 | 235 | 235      |  |  |  |  |  |  |
| |                                   | |           |       |     |    |     |          |  |  |  |  |  |  |
| Geregistreerde kiezers en opkomst | Geregistreerde kiezers en opkomst | Geregistreerde kiezers en opkomst | 3.143.851 | 67,87 |     |    |     |          |  |  |  |  |  |  |
| Bronnen: Bronnen: CESKO, Nohlen et al, OVSE, Parlement, iVote, Parlementsleden 5e convocatie. Noten: 1) Er zijn kleine discrepanties tussen verschillende bronnen, met name verdeling districtszetels Burgerunie, Wedergeboorte en Onafhankelijken. Leidend is resolutie eerste zitting parlement. 2) Volgens de kieswet wordt het percentage van stemmen voor de kiesdrempel berekend ten opzichte van het totaal aantal stemmen inclusief de ongeldige. |                                   | |           |       |     |    |     |          |  |  |  |  |  |  |